# Соболев, Аркадий Александрович
Арка́дий Алекса́ндрович Со́болев (25 ноября 1903, дер. Данилково, Галичский уезд, Костромская губерния — 1 декабря 1964, Москва, РСФСР, СССР) — советский дипломат и государственный деятель, заместитель министра иностранных дел СССР. Постоянный представитель СССР при ООН с 1955 по 1960 год.

## Биография
Родился 12 [25] ноября 1903 года в деревне Данилково Галичского уезда Костромской губернии.
С 1939 года занимал пост генерального секретаря Народного комиссариата иностранных дел СССР. В 1940 году посетил Болгарию.
С 1942 по 1945 годы он был советником посольства СССР в Великобритании. В 1945—1946 годах — начальник политического отдела Советской военной администрации в Германии.
С 1946 по 1949 год был помощником генерального секретаря Организации Объединённых Наций и руководителем Департамента по делам Совета Безопасности ООН. Он много сделал для усиления престижа СССР на мировой арене в годы становления ООН.
В 1949—1950 годах Соболев заведовал отделом по делам Организации Объединённых Наций МИД СССР, был членом коллегии МИД, в 1950—1951 годах руководил отделом США МИД СССР.
Со 2 марта 1951 по 21 июня 1953 года был чрезвычайным и полномочным послом СССР в Польской Народной Республике, затем заведовал отделом стран Америки МИД СССР.
В 1954—1955 годах был заместителем постоянного представителя СССР при Организации Объединённых Наций, а в 1955—1960 годах — постоянным представителем СССР при ООН и, одновременно, постоянным представителем СССР в Совете Безопасности Организации Объединённых Наций.
С 1960 года и до конца жизни занимал пост заместителя министра иностранных дел СССР. Имел дипломатический ранг чрезвычайного и полномочного посла.
Умер в декабре 1964 года в Москве. Похоронен на Новодевичьем кладбище.

## Награды
- Орден Отечественной войны| I степени (5 ноября 1945)
- три ордена Трудового Красного Знамени (3 ноября 1944)